# Snöveltorp
Snöveltorp, tätort i Söderköpings kommun, Östergötlands län. Tätorten omfattar förutom bebyggelsen i Snövelstorp även bebyggelse i östra Luddingsbo

## Befolkningsutveckling
| Befolkningsutvecklingen i Snöveltorp 1990–2020 | Befolkningsutvecklingen i Snöveltorp 1990–2020 | Befolkningsutvecklingen i Snöveltorp 1990–2020 | Befolkningsutvecklingen i Snöveltorp 1990–2020 | Befolkningsutvecklingen i Snöveltorp 1990–2020 |
| ---------------------------------------------- | ---------------------------------------------- | ---------------------------------------------- | ---------------------------------------------- | ---------------------------------------------- |
|                                                |                                                |                                                |                                                |                                                |
| År                                             |                                                |                                                | Folkmängd                                      | Areal (ha)                                     |
| 1990                                           | 1990                                           |                                                | 131                                            | 45#                                            |
| 1995                                           | 1995                                           |                                                | 212                                            | 52                                             |
| 2000                                           | 2000                                           |                                                | 223                                            | 52                                             |
| 2005                                           | 2005                                           |                                                | 299                                            | 52                                             |
| 2010                                           | 2010                                           |                                                | 333                                            | 61                                             |
| 2015                                           | 2015                                           |                                                | 423                                            | 80                                             |
| 2020                                           | 2020                                           |                                                | 478                                            | 80                                             |
| Anm.: Ny tätort 1995. # Som småort.            |                                                |                                                |                                                |                                                |